# Capellia cyrene
Capellia cyrene är en stekelart som först beskrevs av Walker 1843.  Capellia cyrene ingår i släktet Capellia och familjen puppglanssteklar. Inga underarter finns listade.